# Syncollesis tiviae
Syncollesis tiviae är en fjärilsart som beskrevs av Louis Beethoven Prout 1934. Syncollesis tiviae ingår i släktet Syncollesis och familjen mätare. Inga underarter finns listade i Catalogue of Life.